# Cherkízovskaya

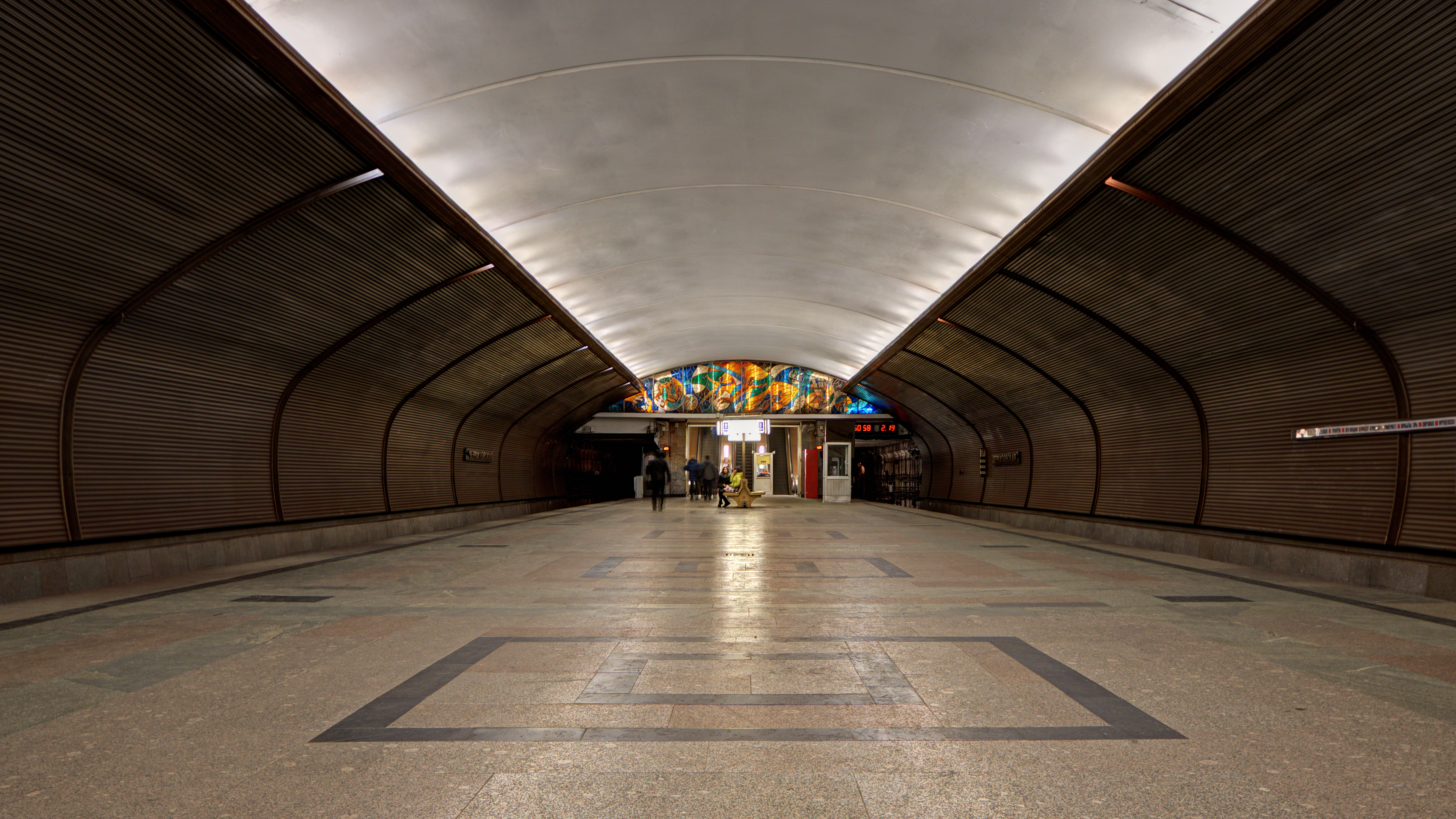

Cherkízovskaya (del ruso: Черки́зовская) es una estación del Metro de Moscú, de la Línea Sokólnicheskaya. Está ubicada entre las estaciones Úlitsa Podbélskogo y Preobrazhénskaya Plóshchad en la región Preobrazhénskoye del Distrito administrativo oriental de la ciudad de Moscú.

## Historia y origen del nombre
La estación fue abierta el 1 de agosto de 1990 como parte del tramo Preobrazhénskaya Plóshchad - Úlitsa Podbélskogo. La estación se encuentra en el territorio de la antigua aldea Cherkízovo. Esta aldea es conocida desde el año 1378 y recibió su nombre en memoria del zarévich Serkiz (Cherkiz), miembro de la Horda de oro, quien la recibió al bautizarse e ingresar al servicio del Gran Príncipe Dmitri Donskói. En el año 1917 la aldea entró a formar parte de Moscú; después de la mitad del siglo pasado esta región sufrió una construcción masiva de vivienda, sin embargo, aún se pueden ver antiguas construcciones de ladrillo.

## Vestíbulos y transbordos
La estación cuenta con dos vestíbulos. El vestíbulo sur lleva hacia la calle Bolshaya Cherkízovskaya, el Estadio de fútbol Lokomotiv y al Mercado Cherkízovsky. El vestíbulo norte se conecta con la entrada norte del estadio de fútbol y con la estación Cherkízovo del pequeño anillo ferroviario moscovita.

## Características técnicas
Cherkízovskaya es una bóveda de techo corvado y plataforma sin pilares. Entre las estaciones Cherkízovskaya y Úlitsa Podbélskogo se desprenden dos variantes hacia el depósito Cherkízovo, el cual sirve a la línea Sokólnicheskaya. Este depósito está ubicado cerca de la salida norte de la estación.

## Diseño
Los muros exteriores están cubiertos con paneles de metal corrugado. La estación está iluminada por lámparas escondidas detrás de la parte superior de los paneles. El final de las plataformas está decorado con vitrales, dedicados a diferentes deportes (escultor A. N. Kuznetsov) sobre las escaleras de salida.

## Desarrollo vial
En el futuro se proyecta alargar la línea Sokolnicheskaya más allá de la estación Cherkízovskaya, con transbordo del tramo Cherkízovskaya - Úlitsa Podbélskogo hacia la segunda línea koltsevaya. Se planea también la construcción del transbordo a la estación Cherkízovo del pequeño anillo ferroviario moscovita.

## Cherkízovskaya en cifras
- Código de la estación: 002.
- En marzo de 2002 el flujo de pasajeros fue el siguiente: entrada - 47.9 mil, salida - 53.9 mil.
- Horario de trabajo: Vestíbulo norte 07:00 - 22:00. Vestíbulo sur 05:25 - 01:00.

## Galería fotográfica

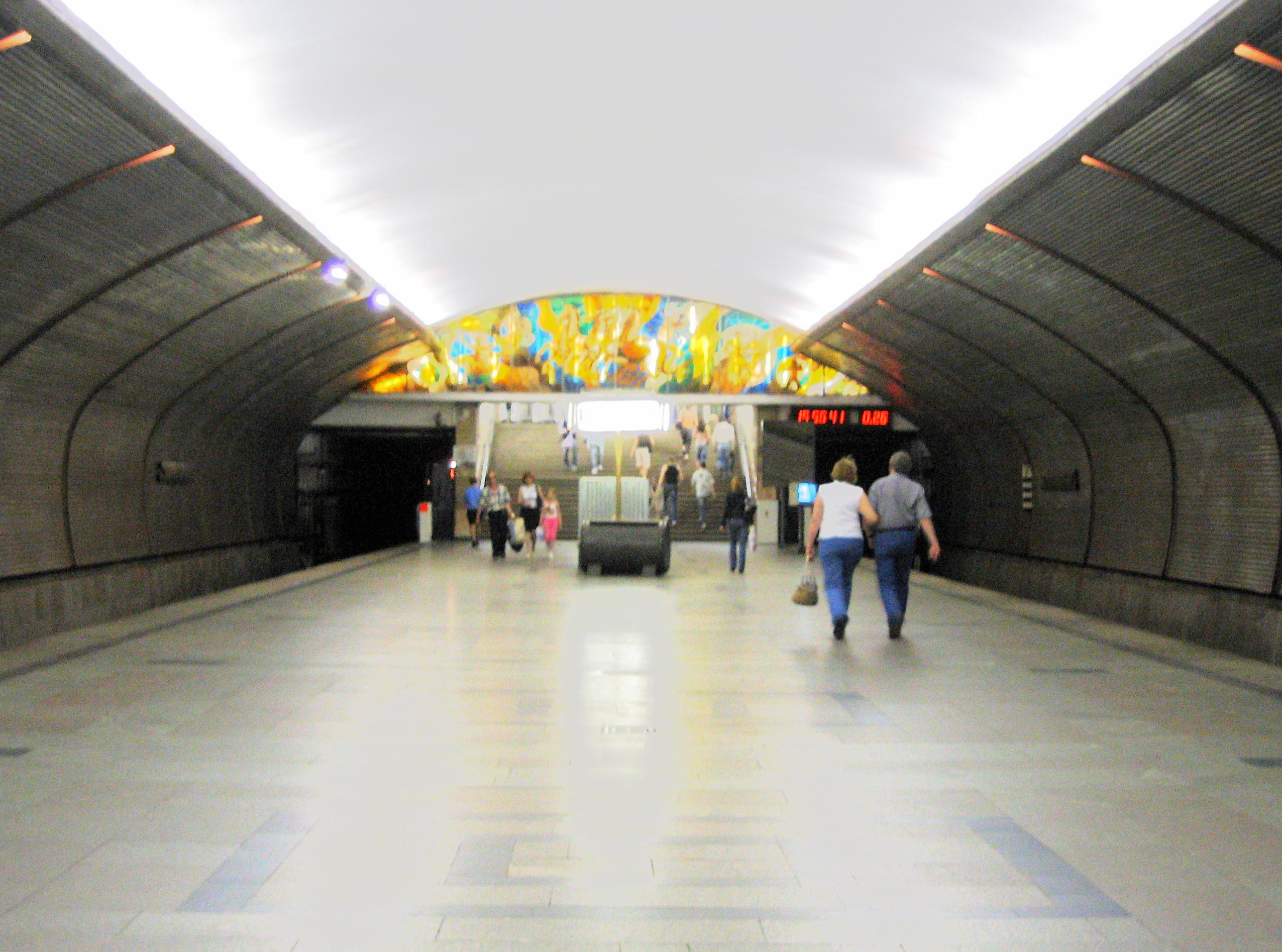
Panorama de la estación
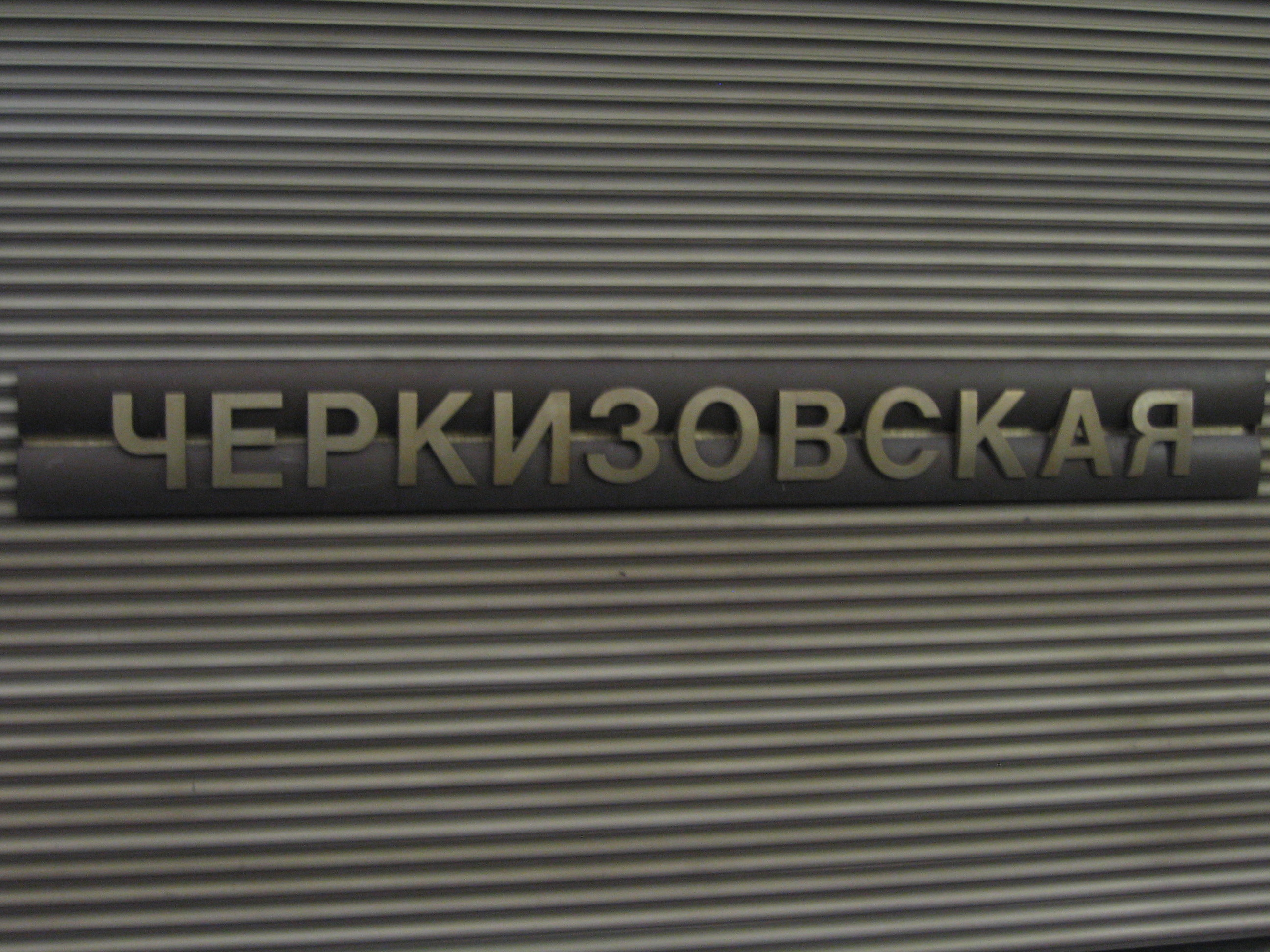
Nombre de la estación en la pared de la misma. 20 de mayo 2007.